# Kaplica Wspomożenia Wiernych w Bytomiu
Kaplica Wspomożenia Wiernych – kaplica kubaturowa znajdująca się w Bytomiu, przy ul. Strzelców Bytomskich.
Kaplica jest nieorientowana, wolnostojąca. Zbudowana została z cegły a następnie otynkowana. Wnętrze posiada sklepienie kolebkowe. Ściany noszą ślady okien, obecnie zamurowanych. Fasada zwieńczona szczytem w kształcie trójkąta z przymocowanym na szczycie metalowym krzyżem z trójlistnymi zakończeniami ramion.
Do dziś przy kaplicy na Boże Ciało odbywają się procesje.

## Historia
Nie ma precyzyjnych danych odnośnie do jej budowy, prawdopodobnie powstała na początku XX wieku, około 1905 roku. Wiadomo natomiast, że budynek zaznaczony jest na mapie z 1916 roku. Nie ma również informacji dotyczących architekta. 
W latach 60. dokonano remontu generalnego budowli z tytułu usuwania szkód górniczych. 

## Wyposażenie
Większość wyposażenia została przeniesiona przez proboszcza pobliskiej parafii św. Józefa po włamaniu, które nastąpiło pod koniec lat 90.. Obecnie wyposażenie kapliczki stanowi klęcznik i obraz Matki Boskiej.